# Salamina (oraș)
Salamina (în greacă Σαλαμίνα, Salamis (Σαλαμίς, denumirea veche) sau Kulluri (în arvanitika: Kuluri)) este cel mai mare oraș și o fostă municipalitate din insula Salamina (Grecia). Odată cu reforma administrației publice locale din 2011 face parte din municipalitatea Salamina, fiind reședința acesteia.
Insula Salamina este parte componentă a unității regionale insulare a regiunii Attica. Orașul omonim se află în partea de nord-vest a insulei. El avea o populație de 25.730 de locuitori, la recensământul din 2001, dintre care marea majoritate erau arvaniți. A fost reședința fostei municipalități Salamina, care avea o suprafață de 80.992 kilometri pătrați și cuprindea aproximativ 84% din terenul insulei (cu excepția coastei central-estice, care forma municipalitatea Ampelakia). Populația municipalității era de 30.962 de locuitori în 2001. Ea includea alte orașe, dintre care cele mai mari sunt Aiánteio (pop. 3.652), Stenó (288), Kanákia (278), Peristéria (215), Batsí (194), Kolónes (192) și Pérani (171).

## Subdiviziuni
Unitatea municipală Salamina este împărțită în următoarele comunități (satele constituente se află în paranteze):
- Salamina (Salamina, Elliniko, Batsi, Steno)
- Aianteio (Aianteio, Dimitrani, Kanakia, Kolones, Maroudi, Perani, Peristeria)